# 牛犬鼠
牛犬鼠（学名：Rattus nativitatis）是鼠科大鼠属的一种，棲息在印度洋聖誕島高山及密林內。牠們的尾巴短小，背部有一層2厘米厚的脂肪。牠們以細小的群族居住，在樹根或樹孔內築巢。牠們懶洋洋的，日間從不攀樹。最後見到牠們是於1903年。牠們的滅絕可能是因黑鼠帶來的傳染病所造成的。